# Balsa de Ves
Balsa de Ves er en by og kommune i det sydøstlige Spanien i provinsen Albacete. Den har et indbyggertal på 124 (2024) indbyggere.